# Förpackningslogistik
Förpackningslogistik handlar om att förpackningar skall utformas så de ger kostnadseffektiva leveranser av oskadade produkter till rätt plats och i rätt tid. Förpackningslogistik är ett relativt nytt forskningsområde i Sverige och internationellt. Förpackningen – allt från en enkel förpackning till mer avancerade behållare för särskilda ändamål – ska ses som en länk i logistikkedjan och bidra till att produkter kan distribueras med minimalt resursanvändande från produktion till konsumtion.
Kraven på förpackningar kan delas in i tre grupper, beroende på om de kan relateras till flöde, marknad eller miljö.
I Sverige är det ett forskningsområde och forskarutbildningsämne, men också namnet på en avdelning vid Institutionen för designvetenskaper, Lunds tekniska högskola, Lunds universitet.